# Аджмер (штат)
Штат Аджмер — штат Индии, существовавший в 1950—1956 годах. Столица — Аджмер.
После раздела Британской Индии провинция Аджмер-Мервара стала провинцией Индийского Союза. 26 января 1950 года вступила в силу Конституция Индии, в соответствии с которой провинция стала штатом категории «C», получившим название «Аджмер».
В 1956 году, в соответствии с Актом о реорганизации штатов, штат Аджмер был присоединён к штату Раджастхан.